# Alex Osborn
Alex Faickney Osborn (Bronx, Nova Iorque, 24 de maio de 1888 — 4 de maio de 1966) foi um publicitário dos Estados Unidos. Foi o autor de uma importante técnica de criatividade denominada brainstorming.